# Musikjahr 1528
Liste der Musikjahre

◄◄ | ◄ | 1524 | 1525 | 1526 | 1527 | Musikjahr 1528 | 1529 | 1530 | 1531 | 1532 | ► | ►►

Weitere Ereignisse
Dieser Artikel behandelt das Musikjahr 1528.

## Ereignisse
- Martin Agricola, der sich 1519 in Magdeburg als Musiklehrer niedergelassen und der Reformation angeschlossen hat, ist Kantor der zu einer einzigen städtischen Anstalt zusammengefassten Musikschulen. Neben seiner Lehraufgabe bemüht sich Agricola vor allem darum, der neuen protestantischen Bewegung eine eigene Kirchenmusik zu geben. 1528 veröffentlichte er Ein kurz deudsche Musica (Musica Choralis Deudsch), eine volkstümliche Anleitung zum Musikunterricht.
- Cosmas Alder, der Sänger am Stift St. Vinzenz in Bern ist, wird nach der Einführung der Reformation am 15. April 1528 zum Bauherrenschreiber gewählt. Dieses Amt hat er bis zu seinem Ableben inne. Im gleichen Jahr wird er auch Schreiber des Schaffners von Frienisberg.
- Bonifacius Amerbach ist Professor der Rechtswissenschaft an die Universität Basel.
- Pierre Attaingnant erfindet um 1527/1528 eine Variante des Notendrucks, die das Drucken in einem Arbeitsgang erlaubt. Jedes Notenzeichen, jede Notentype (siehe auch Type) ist mit einem kleinen Segment der Notenlinien umgeben, sodass man das gesamte Notenbild mosaikartig zusammensetzen kann. Er wird von 1528 bis 1552 mehr als 50 Chansonsammlungen veröffentlichen. Unter anderem publiziert er die Werke von Pierre Passereau. Außerdem veröffentlicht er einige „Tanzbücher“.
- Antoine Barbé hat – nach den Akten der Kathedrale von Antwerpen – von 1527 bis 1562 die Stelle des Kapellmeisters inne.
- Eustorg de Beaulieu hält sich seit 1524 in Tulle auf. Sein später erschienenes Werk Les Divers Rapportz enthält mehrere an bekannte Persönlichkeiten der Stadt gerichtete Huldigungsgedichte.
- Arnold von Bruck ist seit der zweiten Jahreshälfte 1527 in Wien Kapellmeister des österreichischen Regenten Erzherzog Ferdinand (dem späteren König und Kaiser Ferdinand I.), und zwar als Nachfolger von Heinrich Finck. Diese Stellung wird er über 18 Jahre lang behalten; seine Vizekapellmeister sind Pieter Maessins (um 1505 – 1562), ebenfalls flämischer Abstammung, und Stephan Mahu. In dieser Zeit erwirbt Arnold von Bruck mehrere Pfründen im heutigen Slowenien und Kroatien, so von 1528 bis 1548 an der Kathedrale von Ljubljana.
- Hans Buchner ist Organist in der Pfarrkirche in Überlingen, behält aber seinen Wohnsitz in Konstanz.
- Marco Antonio Cavazzoni wirkt, nach einem kurzen Aufenthalt in Padua, wo er mit Pietro Bembo bekannt war, ab 1528 erneut etwa zehn Jahre in Venedig.
- Jehan Daniel ist Organist an der Kathedrale von Angers. Er wird diese Stelle bis 1540 innehaben.
- Sixt Dietrich, der in Konstanz Diakon und Lehrer der Chorknaben in Musik und Latein war, hat 1527 durch die Reformation seine Einnahmen verloren und schlägt sich mit Gelegenheitsarbeiten durch.
- Pedro de Escobar steht in Portugal im Dienste des Monarchen Manuel I. (Portugal). Er ist Lehrer der Knaben an der Kapelle seines Sohnes Alfonso.
- Georg Forster ist Mitglied der Heidelberger Kantorei von Kurfürst Ludwig X., welche unter Leitung des Kapellmeisters und Komponisten Lorenz Lemlin steht. Er erhält dort eine gründliche musikalische Ausbildung. Zu seinen Mitschülern gehören unter anderen Caspar Othmayr, Jobst von Brandt und Stefan Zirler, was zu einer lebenslangen Freundschaft mit diesen Komponisten führt. Forster studiert an der Universität Heidelberg alte Sprachen und erwirbt hier im Sommer 1528 den Grad eines baccalaureus artium. Für seine musikalische Entwicklung sind die Beziehungen in Heidelberg von großer Tragweite: Hier legt er den Grundstock zu seiner großen Sammlung Frische teutsche Liedlein (1539–1556), und die Komponisten, mit denen er in Heidelberg studiert, sind in dieser Sammlung besonders stark vertreten.
- Nicolas Gombert, der wahrscheinlich ein Schüler von Josquin Desprez († 1521) war, ist seit 1526 Mitglied der Hofkapelle von Kaiser Karl V. In den ersten drei Jahren bis 1529 hält sich Gombert mit dieser Kapelle in Toledo, Sevilla, Granada, Valladolid, Valencia und Madrid auf, weil die Kapelle den Kaiser auf dessen Reisen begleitet.
- Matthias Greitter, der Ordensgeistlicher und Vorsänger am Münster in Straßburg war und – als sich dort 1524 vor allem durch den Einfluss von Wolfgang Capito die Reformation durchsetzt – vor der Wahl steht, sich der neuen Bewegung anzuschließen oder die Stadt zu verlassen, bleibt, ebenso wie sein Freund Wolfgang Dachstein, tritt aus dem Kloster aus und wird ab 1528 Hilfsprediger an St. Stephan und St. Martin.
- Lupus Hellinck ist Succentor an der Liebfrauenkirche in Brügge und seit dem 17. Juni 1523 an der Hauptkirche St. Donatian, was mit den Aufgaben der Chorleitung und des Unterrichts der Chorknaben verbunden ist.
- Nikolaus Herman ist Kantor und Lehrer an der Lateinschule in St. Joachimsthal.
- Paul Hofhaimer ist spätestens seit 1522 Domorganist am Salzburger Dom im Dienst von Fürsterzbischof Kardinal Matthäus Lang von Wellenburg. Hofhaimer ist berühmt als exzellenter Organist, Orgellehrer und als Odenkomponist. Seine Kompositionen erfreuen sich großer Beliebtheit auch im Musikunterricht an den Lateinschulen.
- Hans Kugelmann, der in den Diensten des Hauses Fugger in Augsburg stand, ist seit 1524 Trompeter und Hofkomponist beim Markgrafen Albrecht in Königsberg.
- Erasmus Lapicida, der um das Jahr 1521 vom Habsburger Erzherzog Ferdinand I. (Regierungszeit als Erzherzog 1521–1531) am Schottenkloster in Wien eine Präbende verliehen bekam, lebt dort die 26 restlichen Jahre seines Lebens. In Wien lernt er zwischen 1527 und 1534 den Theologen und Musiktheoretiker Johann Zanger (1517–1587) kennen, der später in seiner Schrift „Practicae musicae praecepta“ (Leipzig 1554) von einem Streit zwischen Lapicida, Stephan Mahu und Arnold von Bruck berichtet. Hierbei geht es um die Interpretation des Mensurzeichens ohne senkrechten Strich.
- Jacotin Le Bel ist Mitglied der Hofkapelle des französischen Königs Franz I. Er wird unter der Bezeichnung Maistre Jacques Le Bel, clerc du diocese d’Amyens geführt und bekommt vom König ein Kanonikat und eine Pfründe an der Kollegiatkirche Notre Dame in der Provinz Anjou. Jacotin verfasst mehr als 50 mehrstimmige Werke in über 100 Manuskripten und Drucken des 16. Jahrhunderts. 32 dieser Werke werden zwischen 1528 und 1553 von dem königlichen Notendrucker Pierre Attaingnant gedruckt.
- Georg Liban hält Vorlesungen an der Universität Krakau und ist von etwa 1506 bis 1528 an der Schule der Marienkirche als Kantor, seit 1514 als Rektor tätig. Er unterrichtet lateinische Prosodie, Griechisch und Musik.
- Johannes Lupi ist seit 1527 Magister puerorum an der Domkantorei von Cambrai.
- Stephan Mahu, der vielleicht schon ab Anfang der 1520er Jahre als Sänger und Posaunist Mitglied des Hofstaats von Königin Anna von Böhmen und Ungarn (1503–1547), der Ehefrau von Ferdinand I. ist, verpflichtet sich ab dem 14. November 1528 vertraglich zum lebenslangen Dienst bei ihr und Ferdinand. Dafür wird ihm im Gegenzug eine erhebliche Gehaltserhöhung zugesichert, die allerdings erst ab dem Jahr 1539 ausgezahlt wird.
- Francesco Canova da Milano, der für Papst Leo X., für Papst Hadrian VI. und Clemens VII. in Rom gearbeitet hatte, kehrt in den späten 20er Jahren des 16. Jahrhunderts nach Norditalien zurück. 1528 ist seine Anwesenheit in Piacenza belegt.
- Anton Musa ist Stadtpfarrer in Jena. Als einer der ersten vom Landesherrn eingesetzten Superintendenten hat er zugleich die Aufsicht über die Geistlichen in den Ämtern Jena und Eisenberg sowie im Stift Bürgel.
- Luis de Narváez steht seit den 1520er Jahren im Dienst von Francisco de los Cobos y Molina (1477–1547), Komtur von León und Sekretär von Kaiser Karl V.; er lebt mit großer Wahrscheinlichkeit in Valladolid mit seinem Dienstherrn bis zu dessen Tod 1547.
- Francesco Patavino, der Kapellmeister am Dom von Treviso war, wechselt im Juni 1528 als Maestro di canto an die Kirche San Zanipolo in Venedig. Dort bleibt er bis April 1529.
- Nicolas Payen ist wahrscheinlich zwischen 1522 und 1529 Chorknabe bei der capilla flamenca von Kaiser Karl V. Ab 1525 erscheint sein Name in den Pfründe-Listen der Gemeinden in Mons und Gorinchem.
- Matteo Rampollini ist seit 1520 Nachfolger von Bernardo Pisano als Leiter des Knabenchores an der Kathedrale Santa Maria del Fiore in Florenz.
- Claudin de Sermisy ist Kaplan in der Kirche von Camberon in der Nähe von Abbeville. Er ist weiterhin Mitglied der Hofkapelle von König Franz I. von Frankreich. Seit 1525/26 ist Sermisy möglicherweise der Nachfolger von Antoine du Longueval als königlicher Chormeister (maître et recteur). Viele seiner 160 Chansons werden in den Jahren 1528 bis 1533 in Anthologien von Pierre Attaingnant in Paris veröffentlicht. Sie werden deshalb im Allgemeinen als „Pariser Chansons“ bezeichnet.
- John Taverner ist wahrscheinlich Chorleiter am Cardinal’s College (heute Christ Church College und Kathedrale) in Oxford.
- Adrian Willaert ist seit dem 12. Dezember 1527 Domkapellmeister zu San Marco in Venedig. Der Komponist behält dieses Amt 35 Jahre lang bis zu seinem Tod; erst durch sein Wirken bekommt diese Stelle ihre in ganz Europa herausragende Bedeutung. Willaert ist der Nachfolger von Petrus de Fossis († vor dem 7. Juli 1526) und bekommt anfangs dessen Gehalt von 70 Dukaten.
- Der zehnjährige Johann Zanger, der von 1523 bis 1526 unter Thomas Stoltzer († 1526) Diskantsänger in der Hofkapelle König Ludwigs II. von Böhmen und Ungarn († 1526) in Buda gewesen und infolge der vernichtenden Niederlage des ungarischen Heeres gegen die Osmanen in der Schlacht bei Mohács mit Mitgliedern der Hofkapelle 1527 nach Wien geflohen war, wirkt als Sänger in der dortigen Hofkapelle des neuen ungarischen Königs, des Habsburgers Ferdinand I. In Wien erhält er musiktheoretischen Unterricht bei dem Hofkapellmeister Heinrich Finck († 1527) und dessen Nachfolger Arnold von Bruck.

## Vokalwerke

### Geistlich
- Pierre Attaingnant (Hrsg.) – 13 Motetz nouvelement composez: Noten und Audiodateien im International Music Score Library Project
  1. Girum celi circuivi sola
  2. Aspice Domine quia facta est
  3. Philomena previa temporis
  4. Impetum inimicorum
  5. Deus venerunt gentes
  6. Regina celi laetare
  7. Regnum mundi
  8. Deus in nomine tuo
  9. Emendemus in me lius
  10. Deus ultionum Dominus
  11. Da pacem Domine
  12. Ave Maria
  13. Virgo virginum
- Stephani Guaynard – Contrapunctus seu fiturata musica super plano cantu missarum solennium totius anni: Noten und Audiodateien im International Music Score Library Project
- Martin Luther
  - Christe, du Lamm Gottes
  - Ein feste Burg ist unser Gott: Noten und Audiodateien im International Music Score Library Project (1527–1529)

### Weltlich
- Pierre Attaingnant (Hrsg.)
  - 30 Chansons musicales a quatre parties: Noten und Audiodateien im International Music Score Library Project
  - 32 Chansons musicales a quatre parties: Noten und Audiodateien im International Music Score Library Project
  - 34 Chansons musicales a quatre parties: Noten und Audiodateien im International Music Score Library Project
  - 35 Chansons musicales a quatre parties: Noten und Audiodateien im International Music Score Library Project
  - 37 Chansons musicales a quatre parties: Noten und Audiodateien im International Music Score Library Project
- Josquin Desprez – Cœurs désolés de toutes nations (Josquin Desprez): Noten und Audiodateien im International Music Score Library Project
- Nicolas Gombert – Chanson Alleluya my fault chanter zu vier Stimmen (ca. 1528)
- Claudin de Sermisy
  - Las, je m'y plains: Noten und Audiodateien im International Music Score Library Project
  - Il me suffit: Noten und Audiodateien im International Music Score Library Project
- Unbekannter Komponist – A desiuner la belle andouille: Noten und Audiodateien im International Music Score Library Project

## Musiktheoretische Schriften
- Martin Agricola – Ein kurz deudsche Musica (Musica Choralis Deudsch), Wittenberg

## Geboren

### Geboren um 1528
- Johannes de Cleve, franko-flämischer Komponist, Kapellmeister und Sänger († 1582)
- Francisco Guerrero, spanischer Komponist († 1599)
- Costanzo Porta, italienischer Kapellmeister und Komponist († 1601)
- Thomas Whythorne, englischer Komponist († 1595)

## Gestorben
- 01. April: Francisco de Peñalosa, spanischer Kleriker, Sänger und Komponist (* um 1470)
- 03. September: Gabriel Mena, spanischer Dichter und Komponist (* um 1470)